# Kårvåg
Kårvåg är en tätort i Averøy kommun i Møre og Romsdal fylke i västra Norge. Orten ligger vid fylkesväg 64, öster om Atlanthavsvägen.